# Liste des commanderies templières dans le Péloponnèse
| Cette liste recense les commanderies, forteresses et maisons de l'Ordre du Temple qui ont existé dans le Péloponnèse, correspondant aux territoires de l'ancienne principauté d'Achaïe. |

## Faits marquants et histoire
À la suite de la quatrième croisade, les templiers s'installèrent en Grèce. On sait notamment grâce à la chronique de Morée qu'ils se virent attribuer quatre fiefs dans la péninsule du Péloponnèse au même titre que les autres ordres militaires et que la province templière de Romanie incluait l'ensemble de la Grèce actuelle. À la fin du XIIIe siècle, il semblerait qu'ils aient perdu l'ensemble de leurs biens dans le reste de la Grèce car le maître de la province était désigné par le titre de commandeur d'Achaïe.

## Châteaux, commanderies, forteresses et autres biens
| Type        | Nom                                           | Ville actuelle (ou à proximité)                                         | Observations                                 |
| ----------- | --------------------------------------------- | ----------------------------------------------------------------------- | -------------------------------------------- |
| Commanderie | Andravida                                     | Andravida                                                               | ,                                            |
| Château     | Laffustan                                     | Phosténa                                                                | [ 10 ]                                       |
| Commanderie | Malvoisie                                     | Monemvasia                                                              | à vérifier                                   |
| Fief        | Paléopoli                                     | à proximité de l'antique Élis                                           | ,                                            |
| Commanderie | Palusioli (Palingiali ?)                      | non identifiée (Morée)                                                  | [ 14 ]                                       |
| Village     | Pasalan                                       | non identifié (en Morée)                                                | ,                                            |
| Forteresse  | Vretembouga (officiellement Doxa depuis 1928) | territoire aux limites de l'Arcadie et de l'Élide, au nord de Dimitsana | selon Buchon, attribution rejetée par A. Bon |
| ?           |                                               |                                                                         |                                              |

| Localisation géographique   |
| --------------------------- |
| \| · Andravida Laffustan \| |
| · Andravida Laffustan       |

Quelques lieux dont l'attribution aux templiers n'est pas étayée par des preuves formelles et qui mériteraient des recherches approfondies :
- L'ancien monastère de Voulkano[18], au sommet du Mont Ithôme, antique Messène (Vourkáno)[19]